# Kaznivo dejanje
Kaznivo dejanje je v 7. členu Kazenskega zakonika Republike Slovenije opredeljeno kot:
Kaznivo dejanje je protipravno dejanje, ki ga zakon zaradi njegove nevarnosti določa kot kaznivo dejanje in hkrati določa njegove znake in kazen zanj.
Način izvršitve kaznivega dejanja je opredeljen v 8. členu:
1. Kaznivo dejanje je lahko izvršeno s storitvijo ali z opustitvijo.
2. Kaznivo dejanje je lahko izvršeno z opustitvijo samo, če je storilec opustil dejanje, ki bi ga moral storiti.
3. Z opustitvijo je lahko izvršeno tudi kaznivo dejanje, ki ga zakon ne določa kot opustitveno kaznivo dejanje, če storilec ne prepreči prepovedane posledice. V takšnem primeru se storilec kaznuje za opustitev samo, če je bil dolžan preprečiti nastanek prepovedane posledice in če je opustitev za nastanek takšne posledice enakega pomena kot storitev.

Čas izvršitve kaznivega dejanja, v 9. členu:
Kaznivo dejanje je izvršeno takrat, ko je storilec delal ali bi moral delati, ne glede na to, kdaj je nastala posledica.
Kraj izvršitve kaznivega dejanja pa v 10. členu:
1. Kaznivo dejanje je izvršeno tako na kraju, kjer je storilec delal ali bi bil moral delati, kakor tudi na kraju, kjer je nastala prepovedana posledica.
2. Za poskus kaznivega dejanja se šteje, da je bil izvršen tako na kraju, kjer je storilec delal, kakor tudi na kraju, kjer naj bi po njegovem naklepu nastala ali bi lahko nastala prepovedana posledica.

V Sloveniji se za kazniva dejanja smejo krivim storilcem izreči zapor, denarna kazen, prepoved vožnje motornega vozila in izgon tujca iz države.